# ريكاردو بيير-لويس
ريكاردو بيير-لويس (بالفرنسية: Ricardo Pierre-Louis)‏ هو لاعب كرة قدم هايتي في مركز الهجوم، ولد في 2 نوفمبر 1984 في يوغان في هايتي. شارك مع منتخب هايتي تحت 17 سنة لكرة القدم ومنتخب هايتي تحت 20 سنة لكرة القدم ومنتخب هايتي تحت 23 سنة لكرة القدم ومنتخب هايتي لكرة القدم. أما مع النوادي، فقد لعب مع كولومبوس كرو.

## وصلات خارجية
- ريكاردو بيير-لويس على موقع الدوري الأمريكي (الإنجليزية)
- ريكاردو بيير-لويس على موقع قاعدة بيانات كرة القدم.إي يو (الإنجليزية)
- ريكاردو بيير-لويس على موقع ناشيونال فوتبول تيمز (الإنجليزية)
- ريكاردو بيير-لويس على موقع Soccerway.com (الإنجليزية)